# Ella Palis

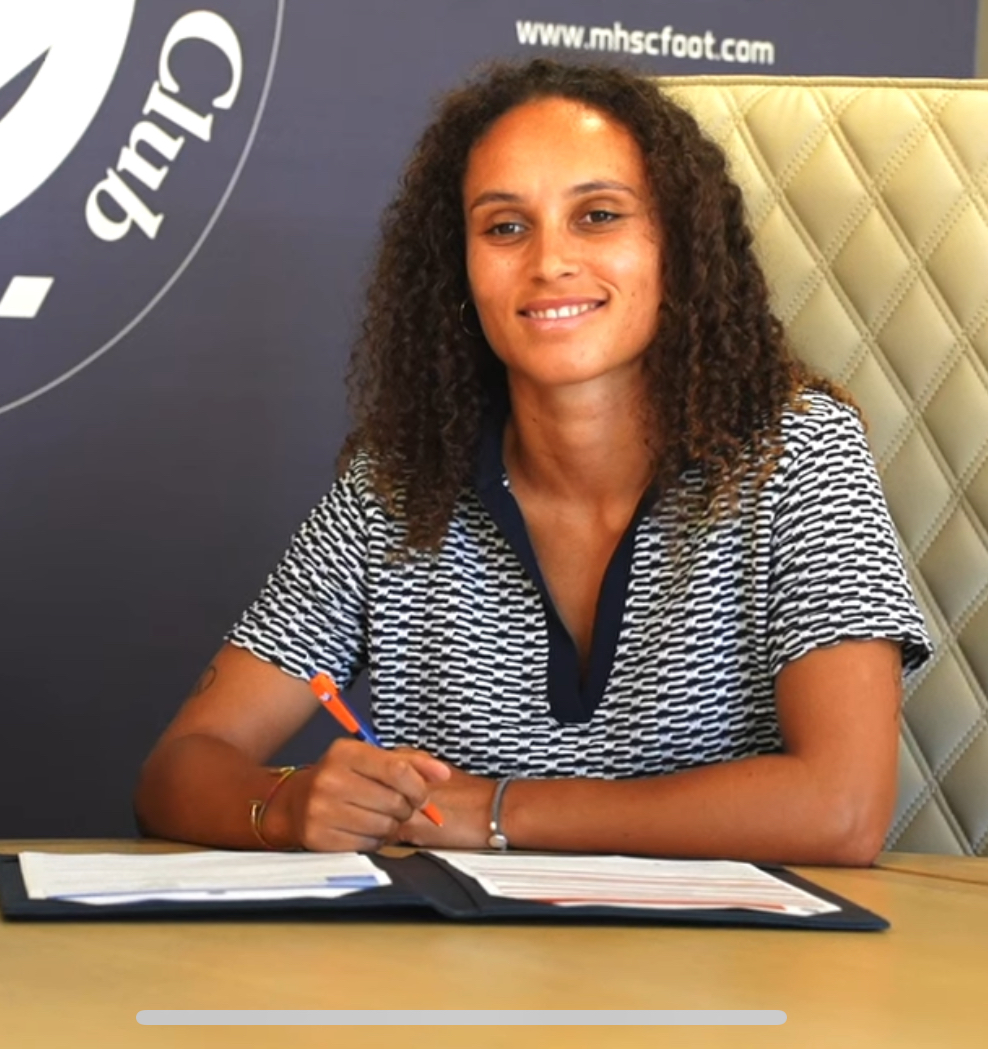
Ella Palis (2024)

Ella Palis (* 24. März 1999 in Brou-sur-Chantereine) ist eine französische Fußballspielerin.

## Vereinskarriere
Ella Palis wurde im östlichen Teil der Pariser Banlieue geboren, wuchs aber in der Normandie nahe Caen auf. An ihrem dortigen Wohnort Verson trat sie als gerade Sechsjährige der Association Sportive bei und spielte, wie in diesem Alter üblich, teils als einziges Mädchen in einer Knaben-, später in einer gemischten Mannschaft Fußball. Mit 15 wechselte sie in das Ausbildungszentrum von En Avant Guingamp in die Bretagne, durchlief dessen Jahrgangsteams, wurde zur B-Jugend-Nationalspielerin (siehe weiter unten) und zudem 2015 auch Weltmeisterin der Schulmannschaften in Guatemala. 
Trainerin Sarah M’Barek setzte die talentierte Jugendliche erstmals im Oktober 2016 bei einem Punktspiel in Guingamps Erstliga-Frauenteam ein. Bereits in der folgenden Saison stand die Mittelfeldspielerin regelmäßig in der Startformation von EAG, wozu sie auch in den nächsten beiden Jahren zählte.
Im „Corona-Sommer 2020“ lief ihr Vertrag bei Guingamp aus. Palis schloss sich dem ambitionierten Ligakonkurrenten Girondins Bordeaux an und etablierte sich auch an der Gironde, sobald die Pandemie wieder einen geregelten Spielbetrieb zuließ. Am Ende ihrer ersten Saison schloss Bordeaux unter Trainer Pedro Martinez Losa auf dem dritten Tabellenplatz ab und qualifizierte sich damit für die Teilnahme an der UEFA Women’s Champions League 2021/22.
In diesem Wettbewerb kam sie in allen vier Partien zum Einsatz – gegen den 1. FC Slovácko, Kristianstads DFF und den VfL Wolfsburg, an dem ihre Frauschaft erst im Elfmeterschießen scheiterte.
Ihre Übungsleiter und Mitspielerinnen wie die Ex-Nationalspielerin Charlotte Lorgeré hoben schon früh die ausgefeilte Technik, die Fähigkeit zur Balleroberung, Lernfähigkeit und den Durchsetzungswillen von Ella Palis hervor. Zugleich habe sie aber keineswegs ausschließlich defensive Qualitäten.
Einen nationalen Titel hat sie bisher allerdings noch nicht gewonnen.

### Stationen
- 2005–2014 AS Verson
- 2014–2020 EA Guingamp
- 2020–2023 Girondins Bordeaux
- 2023/24 Juventus Turin
- seit 2024 Montpellier HSC

## Nationalspielerin
Ella Palis durchlief die französischen Jugendauswahlteams, beginnend mit der U-17, für die sie dreimal spielte. In der U-19 brachte sie es auf elf Begegnungen, in denen ihr, die eher Vorbereiterin als Vollstreckerin ist, drei Tore gelangen, eines davon während der A-Jugend-Europameisterschaft 2018 in der Schweiz. Bei diesem Turnier, das für die Französinnen sportlich allerdings enttäuschend verlief, war sie Spielführerin ihres Teams.
Im Erwachsenenbereich bestritt sie 2019 ein Spiel für Frankreichs „zweiten Anzug“, seinerzeit als France B und danach als U-23 bezeichnet. Dieser Elf gehörte sie im Februar 2022 auch bei zwei „Sichtungsspielen“ in Hinblick auf die Fraueneuropameisterschaft in England an, und offenbar hatte sie ihre Chance dabei gewahrt. Denn keine drei Monate später wurde sie von Nationaltrainerin Corinne Diacre in das 23er-Aufgebot Frankreichs für dieses Turnier berufen, erhielt dabei den Vorzug vor einer routinierten Internationalen wie Amandine Henry.
In der A-Nationalelf hat Ella Palis bereits im Februar 2021 für wenige Minuten bei einem Freundschaftsspiel gegen die Schweiz debütiert. Sie hat mittlerweile elf A-Länderspiele zu Buche stehen (darunter zweimal in der Startelf, so bei einem WM-Qualifikationsspiel gegen Slowenien), in denen ihr noch kein Treffer gelang. (Stand: 23. Juli 2022)

## Palmarès
- Gewinnerin des italienischen Supercups 2023